# Distylium pingpienense
Distylium pingpienense là một loài thực vật có hoa trong họ Hamamelidaceae. Loài này được (Hu) E.Walker miêu tả khoa học đầu tiên năm 1944.